# Квінт Сенеціон Сосій Пріск
Квінт Помпей Сенеціон Сосій Пріск (лат. Quintus Pompeius Senecio Sosius Priscus; ? — після 170) — державний діяч Римської імперії, консул 169 року.

## Життєпис
Походив з роду Помпеїв Фальконів. Син Квінта Помпея Сосія Пріска, консула 149 року. Його повне ім'я — Квінт Помпей Сенеціон Росцій Мурена Секст Юлій Фронтін Силій Деціан Гай Юлій Евріклей Геркуланей Луцій Вібулій Пій Августан Альпін Белліцій Соллерт Юлій Апер Дуценій Прокул Рутіліан Руфін Силій Валент Валерій Нігер Клавдій Фуск Сакса Ургутіан Сосій Пріск.
Свою службу розпочав з організатора Латинського фестивалю. Потім був одним з монеторіїв. У 162 році обіймав посаду квестора. Після цього отримав посаду легаті у провінції Азія. З 163 до 164 року в ранзі проконсула керував цією провінцією. У 167 році став претором.
У 169 році його обрано консулом, разом з Публієм Целієм Апполінарісом. У 170 році призначено praefectus alimentorum (управляв фондом допомоги потребуючим дітям). Про подальшу долю немає відомостей.

## Родина
- Квінт Помпей Сосій Фалькон, консул 193 року